# 摂政 (ハウス・オブ・ザ・ドラゴン)
『摂政』（原題:Regent）はHBOのファンタジー・テレビドラマ・シリーズである『ハウス・オブ・ザ・ドラゴン』のシーズン2の第5話である。Ti Mikkelが脚本を書き、Clare Kilnerが監督した.。Mikkelにとってはシリーズ初脚本である。Kilnerが監督を務めるのはシリーズで5話目である。
タイトルは、エイゴン王が重傷を負い統治が不可能となったため、翠装派の小評議会で摂政を決定したシーンに由来する。、
本エピソードでは、〈アリンの谷間〉を治めるアリン家の家長であるジェイン・アリン役でAmanda Collinが、リヴァーランドのトライデント河の重要な渡し場である双子城を治めるフレイ家の家長フォレスト・フレイ役でKenneth Collardが、その妻のサビサ・フレイ役でSarah Woodwardが初登場した。さらには、デイモン・ターガリエンおよびヴィセーリス・ターガリエン1世の母アリッサ・ターガリエン役でEmeline Lambertが登場した。
日本ではU-NEXTが配信した。

## あらすじ
〈双竜の舞踏〉における、ドラゴンを用いた最初の戦闘である〈深山鴉の城〉の戦いでレイニス・ターガリエンとそのドラゴンが死に、エイゴン王が重傷を負ったことの影響が描かれる。

### キングズランディングにて
海上封鎖のために食糧不足が広がる王都に、〈深山鴉の城〉を制圧したクリストン・コールがドラゴン"メレイズ"の頭部を携えて凱旋する。だが民衆は神のごとき存在であるドラゴンの死を不吉な前兆ととらえる。コールは重傷を負ったドラゴン"サンファイア"を〈深山鴉の城〉に置き去りにし、大やけどを負い意識のないエイゴン王を連れ帰る。エイモンドがドラゴン"ヴァーガー"に命じて"サンファイア"に向け炎を噴かせたためにエイゴンが火傷を負ったことは、アリセント王太后には明かさない。アリセントは、エイゴンに代わる摂政になろうとするが、小評議会は戦時であることを強調し、またレイニラ女王を否定する都合上、女性の摂政は望まない。代わりにエイモンドを摂政に選ぶ。エイモンドは市の門の閉鎖を命じ、飢えた民衆は王都に閉じ込められる。

### リヴァーランドにて
〈ハレンの巨城〉では、デイモンが母アリッサとの近親相姦の夢を見る。デイモンは自ら王位を望み、ウィレム・ブラックウッドとともにブラッケン家をドラゴンで脅し降伏を迫るも拒否される。ブラックウッド家にブラッケン家を襲撃することを許可する。だがターガリエン家の旗印の下での残酷な襲撃を見たリヴァーランドの諸侯はデイモンへの臣従を拒否する。
ジャセアリーズは母の許可なしに双子城に飛び、フレイ家の当主フォレスト・フレイ及びその妻のサビサに面会し、スターク家の軍勢がトライデント河の渡しを通る許可を求める。代償として〈ハレンの巨城〉を約束する。

### 高巣城にて
〈アリンの谷間〉の最上位の領主アリン家の当主であるジェイン・アリンは、レイニラの幼子たちを預かる代償として、幼いドラゴンしか高巣城の守りに送られなかったことでレイナ・ターガリエンに不満を漏らす。レイナはドラゴンを持たないがゆえに戦いに参加できないことを嘆く。

### ドリフトマークにて
レイニラはベイラ・ターガリエンを祖父コアリーズ・ヴェラリオンのもとに送り、〈王の手〉となることを求める。コアリーズはベイラに後継ぎとなるよう頼むが拒否される。

### ドラゴンストーンにて
レイニラは"白蛆"ミサリアの示唆に従い、メイドのエリンダをスパイとしてキングズランディングに送る。さらに小評議会の一員であるサー・アルフレッドを〈ハレンの巨城〉に送り、デイモンの真意を探らせる。双子城から戻ったジャセアリーズを迎え、その成果を認める。巨竜"ヴァーガー"に対抗し得る大ドラゴンであるヴァーミサーとシルヴァーウィングに乗り手がいないことを嘆く。ジャセアリーズは、ターガリエン家と血縁の他家の者たちを乗り手とすることを提案する。

## 評判

### 視聴者数
アメリカ合衆国内でのHBO初回放送では120万人に視聴された。